# Омон, Шарль
Шарль Омон (фр. Charles Aumont, также Михаил Григорьевич Омон, по некоторым источникам, настоящая фамилия Соломон или Саломон) — московский антрепренёр конца XIX-начала XX века, по некоторым данным — француз из Алжира, «король антрепризы», основатель российского кинопроката. «Один из наиболее искренних сторонников русско-французского союза».
По одной версии, он прибыл из Алжира. Но специалисты считают, что это был французский авантюрист, прибывший непосредственно из Франции. Его предки были выходцами из Голландии, причём поселились во Франции давным-давно. Сохранился их особняк на старинной, мощённой булыжником, улочке Жуй в Париже, построенный ещё в начале XVII века архитектором Лево — тем самым, который возвёл Версальский дворец. Это предположение более правдоподобно.

## На французской выставке в Москве
Бывший антрепренёр парижского театра «Варьете», Омон начал свою антрепризу на французской выставке 1891 года. Он открыл в Москве «парижский» кафешантан под названием фр. Grand théâtre concert parisien «с настоящим парижским канканом и самой изысканной парижской порнографией». Громадный успех побудил его остаться в Москве. Омон сумел быстро подавить установившихся в Москве конкурентов: Салон де Варьете и театр «Ренессанс», несмотря на высокую цену на билеты (1 рубль, вдвое дороже конкурентов).

## На нижегородской ярмарке
Омон открыл на нижегородской ярмарке «Театр концерт-паризьен», вошедший в историю благодаря демонстрации уже в 1896 году первых фильмов братьев Люмьер. В целом же «Театр концерт-паризьен» «обладал репутацией публичного дома».
Певицы хора были обязаны ухаживать за гостями и приглашали их в отдельные «кабинеты», в которые затем приглашался хор для индивидуально оплачиваемых выступлений; хористки также поощряли делать заказы на дорогие вина и кушанья (сами получая от этого долю); по словам официанта, записанным Е. П. Ивановым:
У Омона Шарля, бывало, распорядитель-француз вечером всех, простите, девок, шаншионеток соберёт и так скажет: «Девушки, маймазель, сегодня требуйте стерлядь и осетрину от гостей, у нас пять пуд протухло!» Те и требуют. Потеха-с, честное слово, потеха-с! Люди хорошие по вечерам съезжались, а девки всё тухлятину спрашивают (по цене-с!), поковыряют её вилочкой и велят со стола убрать. Так мы всякую дрянь продавали у Омошки. Жулик первый был, русских дураков приезжал учить!
Дополнительную популярность на ярмарке Омону создала «омонская певица»[какая?], которая покончила с собой из-за «несчастной любви».

## Театр Омона
В конце XIX века Омон открыл в Москве антрепризу, известную как «Театр Омона», театр «Олимпия» (в саду «Аквариум»), театр «Буфф». Театры просуществовали до 1907 года, когда Омон, напуганный революцией 1905 года (одной из точек зарождения которой был сад Аквариум), уехал из России. Театр «Буфф» продолжил работу и в 1912 году перешёл к И. С. Зону.
Театр Омона был известен своей жёсткой дисциплиной для актрис («кабинетных звёзд»). По воспоминаниям Н. В. Трухановой, сразу после поступления в театр он обратился к ней со следующими словами:
... прошу без капризов и предрассудков. Вы начинаете работу в 7 часов вечера. Спектакль кончается в 11 с четвертью вечера. Мой ресторан и кабинеты работают до четырех часов утра. Напоминаю, что, согласно условиям контракта, дамы не имеют права уходить домой до четырех часов утра, хотя бы их никто из уборной и не беспокоил. Они обязаны подыматься в ресторан, если они приглашаются моими посетителями, часто приезжающими очень поздно.

## Роль в развитии российского кинопроката
Омон вошёл в историю российского кинопроката дважды: как организатор первых коммерчески успешных сеансов в Нижнем Новгороде в 1896 году, и как организатор первого звукового сеанса в 1902 году в Москве.
Одни из первых киносеансов в России были организованы Омоном на Нижегородской ярмарке, показы проводил сам Александр Промио. Максим Горький (под псевдонимом «M. Pacatus») вспоминал:
И вдруг что-то щёлкает, всё исчезает, и на экране является поезд железной дороги. Он мчится стрелой прямо на вас — берегитесь! Кажется, что вот-вот он ринется во тьму, в которой вы сидите, и превратит вас в рваный мешок кожи, полный измятого мяса и раздробленных костей, и разрушит, превратит в обломки и в пыль этот зал и это здание, где так много вина, женщин, музыки и порока.
Заметка Горького, начинающаяся со слов «вчера я был в царстве теней», характеризуется критиками как «самый детальный и артикулированный отчёт, которым мы располагаем относительно
первых опытов Люмьера».
В московском театре Омона в 1902 году состоялась первая в России демонстрация нового аппарата «Биофонограф», сочетавшего возможности кинематографа и фонографа. Предшественник звукового кино, аппарат воспроизводил сцену из театральной постановки «Проделок Скапена» Мольера, синхронно озвученную диалогами.

## Отъезд из России
Карьера Омона в России закончилась бесславно. В феврале 1907 года он бежал от кредиторов и многотысячных долгов за границу. В заметке от 11 марта 1907 года журнал «Театр и искусство» писал: «Из Москвы исчез г. Омон, которого в этот день усиленно разыскивал судебный пристав для получения от него подписки о невыезде. Услужливые друзья Омона говорят, что он уехал только на 11 месяцев, сдав на это время помещение театра г-же Сытовой; в действительности же, г. Омон ещё осенью продал своё имущество Лидвалю и К., причём сделка совершена на имя клоуна Бома».
В Париже Шарль Омон устроился администратором известного кабаре «Мулен Руж», где он попытался ввести «кабинеты» (фр. séparées) в русском стиле.